# Globe Theatre

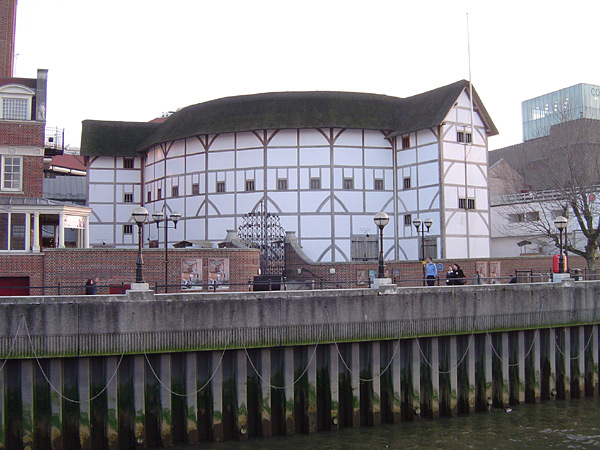
Zrekonstruowany Globe Theatre

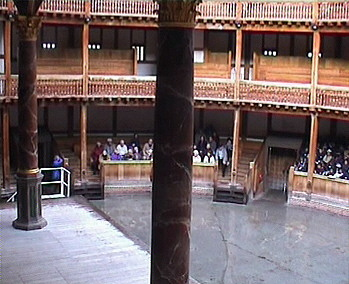
Widok z galerii

Globe Theatre (pol. Pod kulą ziemską)
– teatr w Londynie działający w latach 1599-1642, założony przez braci Richarda i Cuthberta Burbage’ów. Jednym z udziałowców był William Szekspir. Wystawiane były tam premiery jego utworów oraz sztuki Bena Jonsona i Johna Webstera. Aktorami byli wyłącznie mężczyźni.

## Historia
Teatr został zbudowany w 1599 roku. Spłonął w pożarze w 1613 roku, odbudowano go w 1614 roku. Wskutek interwencji purytanów został zamknięty w 1642 roku, zburzono go dwa lata później. Budowla została zrekonstruowana według projektu firmy Buro Happold i otwarta w 1997 roku.
The Globe był amfiteatrem, w którym zmieścić się mogło 3000 widzów. Miał kształt okręgu. Miejsca były podzielone na stojące (tańsze) i siedzące (droższe). Miejsca siedzące umieszczone były na trzech piętrach. Scena, o wymiarach 12x8 metrów, miała dwoje tajnych drzwi, z których w zaskakujący sposób mogli wyłaniać się aktorzy. Dach (umieszczony tylko nad sceną i miejscami siedzącymi) podpierały kolumny. Sufit, nazywany „niebiosa" (heavens), pomalowany był w taki sposób, aby przypominał niebo. Ukryte w nim były drzwi, przez które aktorzy mogli odlecieć lub zniknąć przy pomocy lin.
Na dachu teatru „The Globe” znajdował się ogromny posąg Atlasa dźwigającego na swych barkach kulę ziemską. Nad wejściem widniał napis: „Totus mundus agit histrionem”, co można przetłumaczyć jako: „Cały świat gra jakąś rolę”.